# Anastasija Grigorjeva
Anastasija Grigorjeva (Daugavpils, 12 maggio 1990) è una lottatrice lettone, specializzata nella lotta libera. Due volte medaglia di bronzo ai campionati mondiali e tre volte campionessa europea, vanta inoltre la partecipazione alle Olimpiadi di Londra 2012, di Rio de Janeiro 2016 e di Tokyo 2020.

## Palmarès
- Mondiali

Tashkent 2014: bronzo nei 63 kg.
Parigi 2017: bronzo nei 60 kg.
- Europei

Baku 2010: oro nei 55 kg.
Belgrado 2012: argento nei 59 kg.
Tbilisi 2013: oro nei 63 kg.
Riga 2016: oro nei 63 kg.
Novi Sad 2017: argento nei 60 kg.
Bucarest 2019: bronzo nei 68 kg.
- Giochi europei

Baku 2015: bronzo nei 63 kg.